# مارتن روسكو
مارتن روسكو (بالإنجليزية: Martin Roscoe)‏ هو معلم موسيقى بريطاني، ولد في 3 أغسطس 1952.

## وصلات خارجية
- مارتن روسكو على موقع ميوزك برينز (الإنجليزية)
- مارتن روسكو على موقع أول ميوزيك (الإنجليزية)
- مارتن روسكو على موقع ديسكوغز (الإنجليزية)